# Challenge Cup 2024 (Newfoundland en Labrador)
De Challenge Cup 2024 was het 58e seizoen van de mannenvoetbalcompetitie van Newfoundland en Labrador, de oostelijkste provincie van Canada. Holy Cross FC won de reguliere competitie en wist zich in de finale van de play-offs ook tot kampioen te kronen.

## Clubs
De competitie telde zes clubs, waarvan vijf in de Metropoolregio St. John's en één op het schiereiland Burin. Dit waren dezelfde clubs die ook aan de competitie deelnamen in het seizoen 2023.
| Team                             | Regio      | Stad/gemeente        | Complex                    |
| -------------------------------- | ---------- | -------------------- | -------------------------- |
| Conception Bay South Strikers FC | St. John's | Conception Bay South | Topsail Sports Complex     |
| Feildians AA                     | St. John's | Mount Pearl          | Team Gushue Sports Complex |
| Holy Cross FC                    | St. John's | St. John's           | King George V Park         |
| Mount Pearl Soccer Club          | St. John's | Mount Pearl          | Team Gushue Sports Complex |
| Paradise Soccer Club             | St. John's | Paradise             | Dianne Whalen Turf Field   |
| St. Lawrence Laurentians         | Burin      | St. Lawrence         | Centennial Soccer Field    |

## Competitie

### Reguliere competitie
De reguliere competitie werd afgetrapt op 11 mei 2024 en afgesloten met de wedstrijden op 11 augustus 2024. Alle teams speelden viermaal tegen elkaar (tweemaal thuis en tweemaal uit) om tot een klassement op basis van 20 wedstrijden te komen.
De teams uit de regio van St. John's speelden behalve ieder weekend ook geregeld midweekwedstrijden. Doordat de St. Lawrence Laurentians op zo'n 350 km rijafstand van alle andere clubs liggen, speelden zij steeds om de twee weken, maar speelden ze in die weekends wel steeds zowel op zaterdag als zondag (zodat de bezoekende ploeg kon overnachten). In thuismatchen speelden de St. Lawrence Laurentians daarom tweemaal in een weekend tegen dezelfde tegenstander.
| Pos | Team                             | Wed | W  | G | V  | Ptn | DV | DT | +/− | Kwalificatie                |
| --- | -------------------------------- | --- | -- | - | -- | --- | -- | -- | --- | --------------------------- |
| 1   | Holy Cross FC                    | 20  | 18 | 1 | 1  | 55  | 98 | 2  | +96 | Kwalificatie voor play-offs |
| 2   | Feildians AA                     | 20  | 10 | 4 | 6  | 34  | 29 | 22 | +7  | Kwalificatie voor play-offs |
| 3   | Conception Bay South Strikers FC | 20  | 7  | 6 | 7  | 27  | 15 | 28 | −13 | Kwalificatie voor play-offs |
| 4   | Paradise SC                      | 20  | 6  | 5 | 9  | 23  | 21 | 41 | −20 | Kwalificatie voor play-offs |
| 5   | St. Lawrence Laurentians         | 20  | 5  | 4 | 11 | 19  | 27 | 42 | −15 |                             |
| 6   | Mount Pearl SC                   | 20  | 2  | 4 | 14 | 10  | 9  | 64 | −55 |                             |

### Play-offs
De play-offs vonden plaats van vrijdag 16 augustus tot en met zondag 18 augustus 2024 op het Dianne Whalen Turf Field in Paradise. Deze eindronde bestond uit twee halve finales gevolgd door de finale. In de halve finales nam de nummer 1 het op tegen de nummer 4 en nam de nummer 2 het op tegen de nummer 3.
| Wedstrijd       | Tijdstip              | Ploeg 1       | Uitslag | Ploeg 2         |
| --------------- | --------------------- | ------------- | ------- | --------------- |
| 1e halve finale | vr 16/08/2024 (18u00) | Holy Cross FC | 3–1     | Paradise SC     |
| 2e halve finale | vr 16/08/2024 (20u30) | Feildians AA  | 1–0     | CBS Strikers FC |
|                 |                       |               |         |                 |
| Finale          | zo 13/08/2024 (15u00) | Holy Cross FC | 3–1     | Feildians AA    |

In de finale namen de nummers 1 en 2 van de reguliere competitie het tegen elkaar op. Holy Cross FC, dat de reguliere competitie had gewonnen met 21 punten voorsprong, wist uiteindelijk ook de seizoensfinale te winnen met 3–1. De ploeg haalde zo voor de 24e maal in de clubgeschiedenis de Challenge Cup binnen en nam revanche voor de verloren finale van het voorgaande seizoen. Ook kwalificeerden ze zich met hun eindzege voor de editie 2024 van de nationale Challenge Trophy.